# CSM Digi Oradea
CSM Digi Oradea este un club de polo din Oradea, România, care evoluează în Superligă. Are zece titluri de campionă a României, toate câștigate după anul 2000.

## Palmares
- Superliga:
  - Campioni (10): 2007, 2008, 2009, 2010, 2011, 2012, 2013, 2014, 2015, 2025
  - Vicecampioni (4): 2016, 2017, 2018, 2019

- Cupa României:
  - Campioni (4): 2012, 2013, 2016, 2020
  - Vicecampioni (4): 2017, 2018, 2019, 2025

- LEN Euro Cup:
  - Vicecampioni (1): 2017

## Legături externe
- www.csmoradea.ro
- Site-ul Federației Arhivat în 25 august 2013, la Wayback Machine.